# Orientación romántica
La orientación romántica, también conocida como orientación afectiva es la clasificación del género hacia la que una persona experimenta una atracción romántica, o de la que es más probable que se enamore. Este término se utiliza junto al término «orientación sexual» y también como su alternativa, debido a que la atracción sexual no es más que un componente único de un concepto más amplio.
Por ejemplo, aunque una persona pansexual pueda sentirse sexualmente atraída hacia otras personas independientemente de su género, esta persona solo puede llegar a sentir atracción romántica con varones.
Para las personas asexuales, la orientación romántica a menudo se considera un término más útil que la orientación sexual. Este término ayudaría a medir mejor la atracción que puedan sentir, ya que el que no sientan atracción sexual no impide que sientan atracción romántica y el deseo de formar un vínculo romántico o emocional con otra persona.
La relación entre atracción sexual y atracción romántica sigue siendo debatida, ya que a menudo se estudian de forma conjunta. Aunque muchos estudios recientes sobre este tema están ayudando a entender mejor estos términos, sigue habiendo mucho que estudiar.

## Identidades románticas

### Alorromanticismo
Las personas que sienten atracción romántica hacia otras personas reciben el nombre de «alorrománticos». Esta atracción romántica puede darse hacia múltiples géneros, como es el caso de las personas plurirrománticas, o hacia un único género, es decir, las personas monorrománticas. Dentro de estas categorizaciones hay otras subdivisiones con más detalles en función de la atracción romántica que pueda sentir una persona. Algunas de ellas son:
- Heterorromanticismo: Atracción romántica hacia personas de un género distinto al propio.[11]
- Homorromanticismo: Atracción romántica hacia personas del mismo género.[12]
- Birromanticismo: Atracción romántica hacia personas de dos o más géneros.[13] A menudo usado de la misma forma que panromanticismo.
- Panromanticismo: Atracción romántica hacia personas de cualquier género.[14]

### Arromanticismo

Bandera arromántica

Las personas arrománticas no experimentan atracción romántica, o experimentan muy poca. Sin embargo, pueden experimentan atracción sexual y disfrutar del sexo. Las personas arrománticas pueden tener cualquier tipo de orientación sexual, incluyendo homosexualidad, heterosexualidad, bisexualidad o asexualidad.
- Para otras identidades dentro del espectro arromántico, véase Subidentidades en el espectro romántico